# Acis
Acis, rod od nekoliko vrsta jednosupnica iz porodice zvanikovki rasprostranjenih poglavito po državama zapadnog Mediterana: Francuska, Španjolska, Portugal, Alžir, Tunis, Maroko, Grčka, Albanija
Godine 2019., vrsta Leucojum ionicum Kit Tan, Mullaj, Sfikas & Strid svrstana je u rod Acis, kao Acis orientalis.

## Vrste
1. Acis autumnalis (L.) Sweet
2. Acis fabrei (Quézel & Girerd) Lledó, A.P.Davis & M.B.Crespo
3. Acis ionica Bareka, Kamari & Phitos = Acis orientalis Strid
4. Acis longifolia J.Gay ex M.Roem.
5. Acis nicaeensis (Ardoino) Lledó, A.P.Davis & M.B.Crespo
6. Acis orientalis Strid
7. Acis rosea (F.Martin bis) Sweet
8. Acis tingitana (Baker) Lledó, A.P.Davis & M.B.Crespo
9. Acis trichophylla Sweet ex G.Don
10. Acis valentina (Pau) Lledó, A.P.Davis & M.B.Crespo

## Sinonimi
- Ruminia Parl.